# Сантос, Дави
Дави Сантос (англ. Davi Santos, 1 февраля 1990; Рио-де-Жанейро, Бразилия) — американский актёр бразильско-американского происхождения. Наиболее известнен по роли Сэра Айвэна Зандарского,  золотого рейнджера в телесериале «Могучие Рейнджеры: Дино Заряд», в продолжении «Могучие Рейнджеры: Супер Дино Заряд», а так же небольшой основной ролью в другом сезоне телесериала Могучие Рейнджеры: Звероморферы. Играл роль доктора Джоуи Косты в телесериале «Добрая Сэм» и во многих других.

## Биография
Родился 1 февраля 1990 года в Рио-де-Жанейро Бразилии. 
В конце 1990-х годов семья Сантоса иммигрировала в Нью-Йорк, и он вырос в районе Астории. Сантос посещал школу профессиональных исполнительских искусств вместе с Коннором Паоло и Сарой Хайленд. Сумел окончить среднюю школу искусств LaGuardia Arts «Fame». В 2008 году Сантос поступил в колледж Macaulay Honors College (Колледж Маколей Хонорс) при Lehman College (Лехман Колледже), где разработал курсы своего индивидуального бакалавра CUNY по когнитивной философии и театральному искусству. В Lehman Сантос играл различные театральные роли.
Имея опыт актёрского мастерства в театре и рекламах, Сантос начал сниматься в кино и телесериалах. Наибольшую популярность получил в роли Сэра Айвэна Зандарского,  золотого древнего рейнджера в телесериале «Могучие Рейнджеры: Дино Заряд», а так же в продолжении «Могучие Рейнджеры: Супер Дино Заряд». После рейнджеров продолжает актёрскую карьеру, снимается в фильмах и телесериалах.

## Фильмография

### Фильмография
- 2013 — Плотная пустота
- 2013 — Пророк заработной платы
- 2017 — Что-то вроде лета
- 2018 — Миллиардер
- 2018 — Иди домой

### Сериалы
- 2012 — Театральная касса
- 2015 — Могучие Рейнджеры: Дино Заряд (Сэр Айвэн Зандарский, золотой рейнджер)
- 2016 — Могучие Рейнджеры: Супер Дино Заряд (Сэр Айвэн Зандарский, золотой рейнджер)
- 2018 — Расскажи мне историю
- 2019—2020 — Могучие Рейнджеры: Звероморферы (Сэр Айвэн Зандарский, золотой рейнджер)
- 2022 — Добрая Сэм

## Интересные факты
- С 8 лет занимается боевыми искусствами. Сантос имеет второй черный пояс дана по шотокан каратэ[10].